# Point régulier
Pour les articles homonymes, voir régulier.
En géométrie différentielle, lorsqu'on étudie une courbe, une surface, il existe une condition suffisante simple, portant sur des dérivées d'ordre 1, pour que la courbe, surface, ait une tangente, plan tangent. Quand cette condition est réalisée, on qualifie le point de point régulier.
Cependant, suivant le type de définition choisi pour l'objet géométrique, la condition de régularité prend diverses formes.

## Courbes

### Arcs paramétrés
Si f est une fonction de l'intervalle I dans l'espace E, de classe {\displaystyle {\mathcal {C}}^{1}}, on dit que le point de paramètre t est régulier quand le vecteur dérivé f'(t) est non nul. Il dirige alors la tangente en ce point.
Dans le cas particulier d'un graphe de fonction numérique de classe {\displaystyle {\mathcal {C}}^{1}}, la condition de régularité est toujours vérifiée.
Dans le cas particulier d'une courbe paramétrée par l'angle polaire {\displaystyle \rho =f(\theta )}, le vecteur dérivé est donné par {\displaystyle \rho 'u+\rho v} dans le repère mobile. Tous les points autres que l'origine sont donc réguliers.

### Courbes implicites
Soit la courbe du plan d'équation cartésienne f(x,y)=C et un point M(x,y) appartenant à la courbe. Il est dit régulier quand le gradient de f est non nul en ce point. Et dans ce cas, la tangente est orthogonale au vecteur gradient.

## Surfaces

### Nappes paramétrées
Si f est une fonction de U dans l'espace E, de classe {\displaystyle {\mathcal {C}}^{1}}, on dit que le point de paramètre (t,u) est régulier quand les vecteurs dérivés {\displaystyle {\frac {\partial f}{\partial t}},{\frac {\partial f}{\partial u}}} sont indépendants. Ils engendrent alors le plan tangent en ce point.

### Surfaces implicites
Soit la surface d'équation cartésienne f(x,y,z)=C et un point M(x,y,z) appartenant à la courbe. Il est dit régulier quand le gradient de f est non nul en ce point. Et dans ce cas, le plan tangent est orthogonal au vecteur gradient.